# Grand prix de la fiction radiophonique de la SGDL
Pour un article plus général, voir Société des gens de lettres.
 (juin 2020).
Si vous disposez d'ouvrages ou d'articles de référence ou si vous connaissez des sites web de qualité traitant du thème abordé ici, merci de compléter l'article en donnant les références utiles à sa vérifiabilité et en les liant à la section « Notes et références ».
Le grand prix de la fiction radiophonique de la SGDL est un prix littéraire créé par la commission radiophonique de la Société des gens de lettres en 2008 afin de récompenser un auteur pour son œuvre et qui lui est remis lors de la session de printemps de la société.

## Liste des lauréats
Source
| Année | Titre                                   | Auteur                                                | Radio                      |
| ----- | --------------------------------------- | ----------------------------------------------------- | -------------------------- |
| 2024  | La Chute de Lapinville                  | Benjamin Abitan , Wladimir Anselme et Laura Fredducci | Arte Radio                 |
| 2023  | Styx                                    | Volodia Serre                                         | Paradiso                   |
| 2022  | Soudain, Romy Schneider                 | Guillaume Poix                                        | France Culture             |
| 2021  | Le Nuage                                | Zoé Gabillet, Natalia Gallois et Fleur Gorre          | Spotify                    |
| 2020  | Les Chemins de Désir                    | Claire Richard                                        | ARTE radio                 |
| 2019  | Requiem pour un bon élève               |                                                       | RTBF                       |
| 2018  | John Haute Fidélité                     | Sebastian Dicenaire                                   | Radio Campus Bruxelles     |
| 2017  | Julien Gaillard                         | La Maison                                             | France Culture             |
| 2016  | Le chagrin, Julie et Vincent            | Caroline Guiela Nguyen                                | France Culture             |
| 2015  | Fragments hackés d'un futur qui résiste | Alain Damasio                                         | Phaune Radio               |
| 2014  | Petit T ou comment devenir analphabète  | Linda Lewkowicz                                       | RTBF                       |
| 2013  |                                         |                                                       |                            |
| 2012  | Poséidôme                               | David Uystpruyst                                      | Audiodramax                |
| 2011  | Lettres mortes                          | Laure-Hélène Planchet et François Teste               | France Culture             |
| 2010  | Déconnexion                             | France Jolly                                          | France Culture             |
| 2009  | La Dernière pierre                      | Christine Van Acker                                   | Les Grands lunaires / Asbl |
| 2008  | Un immense fil d'une heure de temps     | Pierre Senges                                         | France Culture             |